# Lomatium gormani
Lomatium gormani är en flockblommig växtart som först beskrevs av Howell, och fick sitt nu gällande namn av John Merle Coulter och Joseph Nelson Rose. Lomatium gormani ingår i släktet Lomatium och familjen flockblommiga växter. Inga underarter finns listade i Catalogue of Life.